# Evelyn Booth
Evelyn Mary Booth (1897–1988) fue una botánica irlandesa, diseñadora de los jardines Lucy's Wood, y escritora de La Flora del Condado Carlow. Fue descrita como "uno de los botánicos más queridos y respetados de Irlanda".

## Biografía
Evelyn nació en 1897 en Annamoe, Laragh, Condado Wicklow, una de tres hijos de Hilda Mary Hall-Dare y James Erskine Wise Booth. A través de su padre, Evelyn estaba relacionada con Robert Barton, un signatario del Tratado anglo-irlandés de 1921; y, de Erskine Hamilton Childers, presidente de Irlanda, de 1973 a 1974. Y, era nieta de Caroline Hall-Dare, fundadora de la Escuela de Encaje Newtownbarry.
Evelyn asistió a un internado en Southbourne, Dorset. De joven, Booth participó en muchos espectáculos de caballos, incluyendo los de la Royal Dublin Society en Ballsbridge. Durante la Primera Guerra Mundial sirvió como conductora de ambulancia de Cruz Rojo en Francia, y como intendenta de hospital durante la Segunda Guerra Mundial. Entre las guerras, Evelyn pasó un tiempo en India con su hermano, el brigadier John Booth y su prima Kathleen Cunningham, la mujer del Gobernador de la provincia de Northwest Frontier en Peshawar. Evelyn falleció en su casa cercana a Bunclody el 13 de diciembre de 1988.

## Obra botánica
A su regreso a Irlanda, Evelyn se asentó en Lucy's Wood, cercana a la ciudad de Bunclody. Tenía muchos intereses incluyendo montar a caballo, pesca con mosca, costura, y la botánica era una de sus preferencias dominantes. Un ejemplo de la costura de Booth se encuEntra en el Museo Nacional de Irlanda, sector "Vida del país en Mayo". En sus jardines, planeó y desarrolló un jardín diverso, que sigue siendo un destino turístico hoy. Y completó el jardín con plantas raras, cultivares inusuales, y especies silvestres. Una anémona que Evelyn descubrió en un bosque cercano, Anemone nemorosa, fue nombrada "Lucy's Wood".
Siguiendo a un encuentro con la botánica Edith Rawlins, Evelyn se interesó en la observación y el registro de plantas. Desde 1939, fue miembro de la Sociedad de Flores Silvestres, y empezó a recoger semillas de flores salvajes en los Condados de Carlow y Wexford, depositando partes de su colección de especímenes en los Jardines Botánicos Nacionales, de Glasnevin. Ella continuó sirviendo como la presidenta de la Sociedad de Horticultura de Bunclody por varios años. En 1963, Booth asistió a la reunión inaugural de la rama regional irlandesa de la Sociedad Botánica de las islas británicas, y fue elegida para su Comité, al que sirvió durante muchos años.
Mucha de su obra se publicó en el Irish Naturalists' Journal. Y, también contribuyó a varios volúmenes, incluyendo el Atlas de la Flora británica. En 1954, la Revista Wild Flower informó que Evelyn había registrado 584 especies en el Condado Wexford, 579 en el Condado Carlow, y 584 en el Condado de Kilkenny. Sus intereses se extendieron a la fauna también, y además está considerada una ecóloga temprana, haciendo encuestas de mariposas, libélulas, pájaros, y Crustacea para el Museo de Historia Natural, el Herbario Nacional, y el An Foras Forbartha. Su más significativa publicación fue el libro  La Flora del Condado Carlow, publicado en 1979, asistido por Maura Scannell. Siguiendo la tradición de Robert Lloyd Praeger, es un inventario de plantas de su condado, y ese libro fue el primer registro de flora de un condado irlandés, escrito por una mujer.